# TNT (álbum de Tortoise)
TNT  es el tercer álbum de la banda estadounidense de post-rock Tortoise, publicado el 10 de marzo de 1998 a través del sello Thrill Jockey. "Jetty" es una versión alternativa de la canción de 1997 "La Jetée", del grupo hermano de Tortoise Isotope 217 (ambos temas cogen su nombre de la película experimental La jetée). 

## Listado de canciones
1. "TNT" – 7:33
2. "Swung from the Gutters" – 5:52
3. "Ten-Day Interval" – 4:44
4. "I Set My Face to the Hillside" – 6:08
5. "The Equator" – 3:42
6. "A Simple Way to Go Faster Than Light That Does Not Work" – 3:33
7. "The Suspension Bridge at Iguazú Falls" – 5:38
8. "Four-Day Interval" – 4:45
9. "In Sarah, Mencken, Christ, and Beethoven There Were Women and Men" – 7:29
10. "Almost Always Is Nearly Enough" – 2:42
11. "Jetty" – 8:21
12. "Everglade" – 4:21